# Karl Krehahn

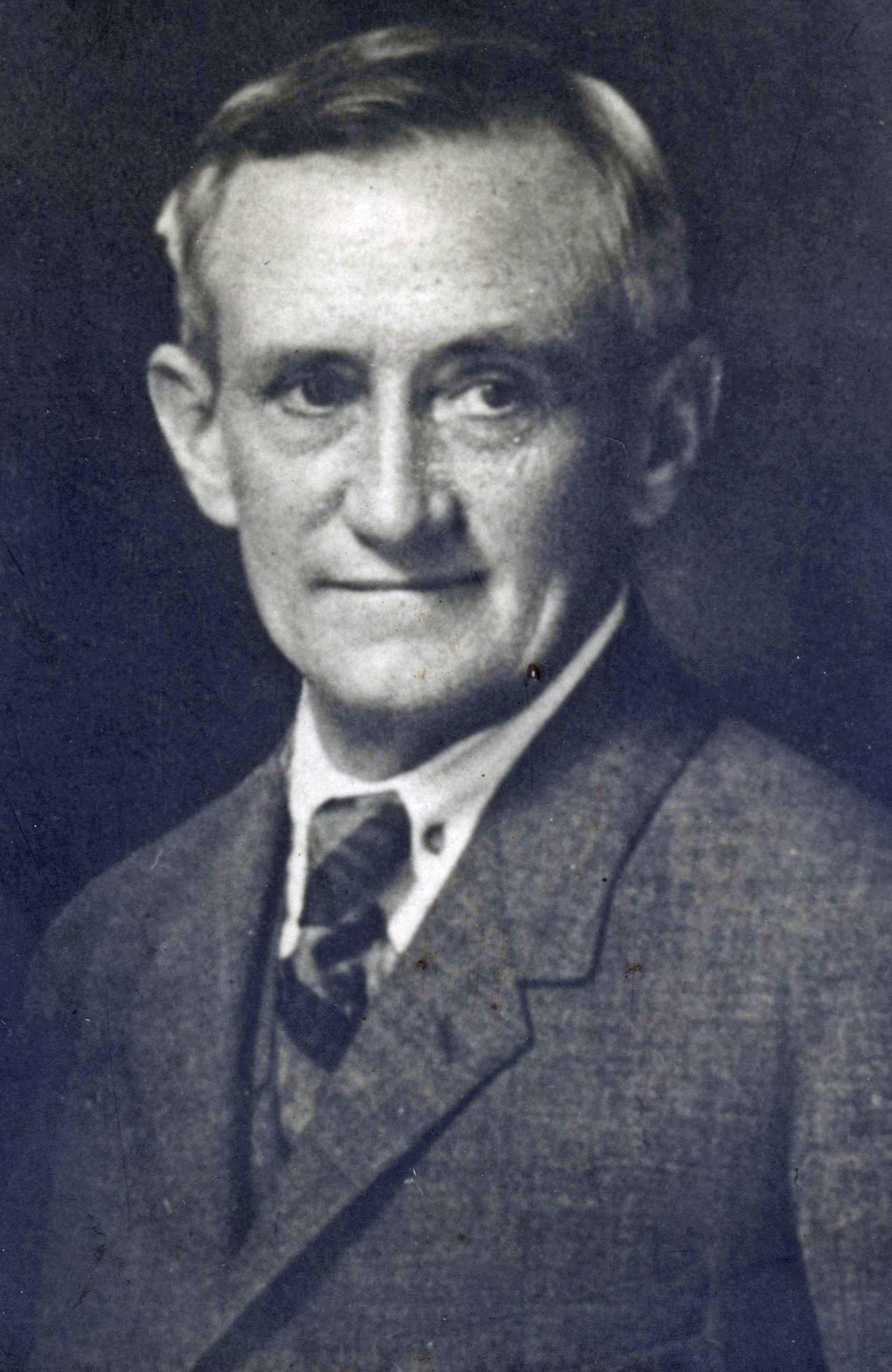
Karl Krehahn 1930

Karl Krehahn (* 1. Februar 1869 in Rannstedt bei Apolda, Thüringen; † 24. Januar 1946 in Graz) war ein österreichischer Musikpädagoge.

## Leben
Krehahn studierte Violine bei Carl Halir und wirkte als Orchestergeiger in Mannheim, Hamburg und Chicago, ehe er 1893 als Lehrer des Musikvereins, des späteren Konservatoriums (Konservatorium des Steiermärkischen Musikvereins), nach Graz kam.
1925 mit dem Titel Professor ausgezeichnet, bildete er hier mehrere namhafte Violinisten aus. 1939 wurde Krehahn aus dem Ruhestand als Lehrer an die Landesmusikschule Graz (vormals Konservatorium Graz) zurückgeholt. Ab dem Sommersemester 1942 unterrichtete er auch an der von den Nationalsozialisten nach deren Machtübernahme in Österreich eingerichteten Hochschule für Musikerziehung Graz-Eggenberg.
Schüler waren unter anderen Alfons Vodosek (1912–1996), der von 1938 bis 1977 Konzertmeister des Bruckner Orchesters Linz war, sowie der in Graz geborene Geiger und Dirigent Milton F. Weber (1910–1968), der nach der Machtergreifung der Nationalsozialisten in die USA emigrieren musste.